# José Ramón Marcuello Calvín
José Ramón Marcuello Calvín (Jaca, Huesca, 25 de febrero de 1947) es un periodista y conductor de medios español.

## Biografía
Licenciado en la Escuela Oficial de Periodismo de Madrid, ha sido redactor de El Correo Gallego de Santiago de Compostela, El Noticiero aragonés y la también aragonesa revista Andalán. Fue corresponsal del Diario de Barcelona y El País en la capital aragonesa. Asimismo, subdirector de El Día de Aragón y director de los Servicios Informativos de Radio Zaragoza-Cadena SER. Ocupó la jefatura del gabinete de Prensa del Ayuntamiento de Zaragoza bajo el mandato de Ramón Sáinz de Varanda, así como de la Diputación General de Aragón con Santiago Marraco, primer presidente de la DGA. En calidad de editor y director, en 1997 creó la revista aragonesa de análisis, opinión y cultura Trébede.
En el terreno de la narrativa, fue finalista en el Premio de Novela Planeta de 1971 y primer accésit del I Concurso de Relatos Zaragoza, calles y callejas, con su relato La busca, así como autor de numerosos relatos cortos. Igualmente, fue coautor de la Guía Secreta de Zaragoza (Sedmay Ediciones, Madrid, 1978). Su primera gran obra en solitario data de 1979, Guía de Jaca y sus valles. Es autor del libro de gastronomía aragonesa Pichorras en Pastriz. Después escribírá Historia de los Bomberos de Zaragoza (Ayuntamiento de Zaragoza, 1981). Ese mismo año elaboraría la ponencia Los medios de comunicación aragoneses junto a José Carlos Arnal en Alcañiz. Especialista en temas hidrológicos, es autor de una amplia monografía sobre el Ebro (El Ebro, Ediciones Oroel, 1986) y guionista de las películas Zaragoza y el Ebro (Zaragoza, 1989) y El agua en Aragón (Zaragoza, 1994). Asimismo, es el responsable de las biografías de significados hidraulistas como Manuel Lorenzo Pardo (Colegio de Ingenieros de Caminos, Canales y Puertos e Ibercaja, 1990) y Francisco de los Ríos (Diputación General de Aragón, 1992). Autor único de la colección Los ríos de Aragón, editada por El Periódico de Aragón (Zaragoza, 1991) y de Nueva Guía de Aragón (Anaya, 1994). Fue galardonado con el Premio Pignatelli, instaurado por el Gobierno de Aragón, en el año 1991, por su programa de divulgación hidrológica en la Cadena SER “Agua va”.
Tras la aparición de sus libros El Ebro, de punta a punta (Ibercaja, 1995); Mitos, leyendas y tradiciones del Ebro (Libros Certeza, 1996); y El Ebro (Caja de Ahorros de la Inmaculada, Colección CAI 100, 1999), presentó el libro de relatos Frágiles fósiles (Pirineum Editorial, 2000). En la primavera-verano de 2001, publicó el coleccionable en 20 fascículos El Ebro, tierras y gentes, editado por el Grupo Zeta. Por su trayectoria profesional, el Ayuntamiento de Zaragoza le concedió la Medalla de Oro de la Ciudad con motivo de las Fiestas del Pilar del año 2001. El 23 de abril de 2005 presentó su libro Fayón, la Historia sumergida y al año siguiente fue pregonero de La Santa de Mequinenza. En septiembre de 2006 comenzó como presentador y director un programa monográfico sobre el agua en Aragón en Radio Ebro hasta septiembre de 2008, cubriendo el acontecimiento histórico de la Exposición Internacional de Zaragoza de 2008. A mediados de 2007, escribió Siempre Mequinenza, historia local pasada, presente y futura de la localidad zaragozana.
Asimismo, es autor de los textos de los librodiscos LCD editados por Prames Bajo Ebro-Baix Ebre y Las músicas del Ebro. Asesor de la Fundación 2008 para la conmemoración del Bicentenario de Los Sitios de Zaragoza, en junio de 2008 recibió el galardón Día del Ebro de la Federación de Asociaciones de Barrios de Zaragoza. Articulista de la prensa aragonesa, colabora habitualmente con Aragón Televisión en diversos espacios como Buenos Días Aragón o Aragón a Debate. Actualmente dirige el programa diario Somos en Aragón Radio y colabora en la práctica totalidad de los programas de Aragón TV. 